# Kfar Šamaj
Kfar Šamaj (hebrejsky כפר שמאי, v oficiálním přepisu do  angličtiny Kefar Shammay, přepisováno též Kfar Shamai) je vesnice typu mošav v Izraeli, v Severním distriktu, v Oblastní radě Merom ha-Galil.

## Geografie
Leží v nadmořské výšce 648 metrů, v Horní Galileji, cca 35 kilometrů východně od břehů Středozemního moře. Je situován na jihovýchodním okraji masivu Har Meron, na jižních svazích kopce Har Mesarvim. Od města Safed je mošav oddělen strmým údolím, jímž protéká vádí Nachal Amud a do kterého z okolí Kfar Šamaj stéká vádí Nachal Šamaj.
Obec se nachází cca 117 kilometrů severovýchodně od centra Tel Avivu, cca 47 kilometrů severovýchodně od centra Haify a cca 3 kilometry západně od Safedu. Kfar Šamaj obývají Židé, přičemž osídlení v tomto regionu je převážně židovské. 5 kilometrů na jihozápad leží vesnice Ejn al-Asad, které obývají Drúzové. Oblasti, které obývají izraelští Arabové, leží dál k západu a jihozápadu.
Kfar Šamaj je na dopravní síť napojen pomocí místní silnice číslo 866.

## Dějiny
Kfar Šamaj byl založen v roce 1949. Zakladateli obce byla skupina židovských přistěhovalců z Jemenu. Je ale po čase vystřídala nová osadnická skupina tvořená židovskými imigranty z Maroka a Rumunska. Vesnice je pojmenována podle starověkého židovského učence Šamaje, který byl podle tradice pohřben na hoře Meron.
Pár set metrů západně od nynějšího mošavu se do roku 1948 rozkládala arabská vesnice al-Sammu'i. V roce 1931 zde žilo 213 lidí a stálo tu 39 domů. V obci fungovala mešita. Byla tu muslimská svatyně al-Šajch Muhammad al-Adžami. Během války za nezávislost v květnu 1948 byla vesnice dobyta izraelskými silami a arabské osídlení tu skončilo.
V mošavu Kfar Šamaj funguje obchod, tři synagogy, knihovna, sportovní areály a společenské centrum. Dále je tu k dispozici zařízení předškolní péče o děti. Základní škola je v obci Meron nebo Parod. Mošav má projít stavební expanzí, po které se má místní populace zvýšit z necelých 100 na 200 rodin. Počítá se rovněž ze zřízením rozsáhlého areálu turistického ubytování.

## Demografie
Obyvatelstvo mošavu Kfar Šamaj je smíšené, tedy sekulární i nábožensky orientované. Podle údajů z roku 2014 tvořili populaci v Kfar Šamaj Židé (včetně statistické kategorie "ostatní", která zahrnuje nearabské obyvatele židovského původu ale bez formální příslušnosti k židovskému náboženství).
Jde o menší sídlo vesnického typu s dlouhodobě rostoucím počtem obyvatel. K 31. prosinci 2014 zde žilo 443 lidí. Během roku 2014 populace stoupla o 4,2 %.
| Rok            | 1961 | 1972 | 1983 | 1995 | 2001 | 2003 | 2004 | 2005 | 2006 | 2007 | 2008 | 2009 | 2010 | 2011 | 2012 | 2013 | 2014 |
| -------------- | ---- | ---- | ---- | ---- | ---- | ---- | ---- | ---- | ---- | ---- | ---- | ---- | ---- | ---- | ---- | ---- | ---- |
| Počet obyvatel | 294  | 280  | 278  | 292  | 300  | 310  | 304  | 317  | 319  | 323  | 341  | 326  | 332  | 381  | 391  | 425  | 443  |